# Sognadoro
Sognadoro è il quinto album del cantautore italiano Mimmo Locasciulli, pubblicato dall'etichetta discografica RCA Italiana nel 1983.

## Descrizione
Album contenente 10 brani, prodotto da Francesco De Gregori e Luciano Torani.

## Tracce
LP (RCA Italiana, PL 31710)

### Lato A
1. Pixi dixie fixi – 3:19
2. Piove e non piove – 4:42
3. La vita in tasca – 4:33
4. Canzone di sera – 2:56
5. Son tornati i capelloni – 2:05

Durata totale: 17:35

### Lato B
1. Sognadoro – 4:07
2. Bon Voyage – 3:52
3. La sentinella – 3:42
4. Dolce vita – 3:49
5. Dicembre – 3:21

Durata totale: 18:51

## Formazione
- Mimmo Locasciulli - voce, piano, sintetizzatore
- Marco Manusso - chitarra
- Sergio Foresio - organo
- Mario Scotti - basso
- Massimo Buzzi - batteria
- Luciano Torani - sintetizzatore
- Gianni Oddi - sassofono
- Francesco De Gregori - sintetizzatore, tamburello